# Burgundiai Királyság

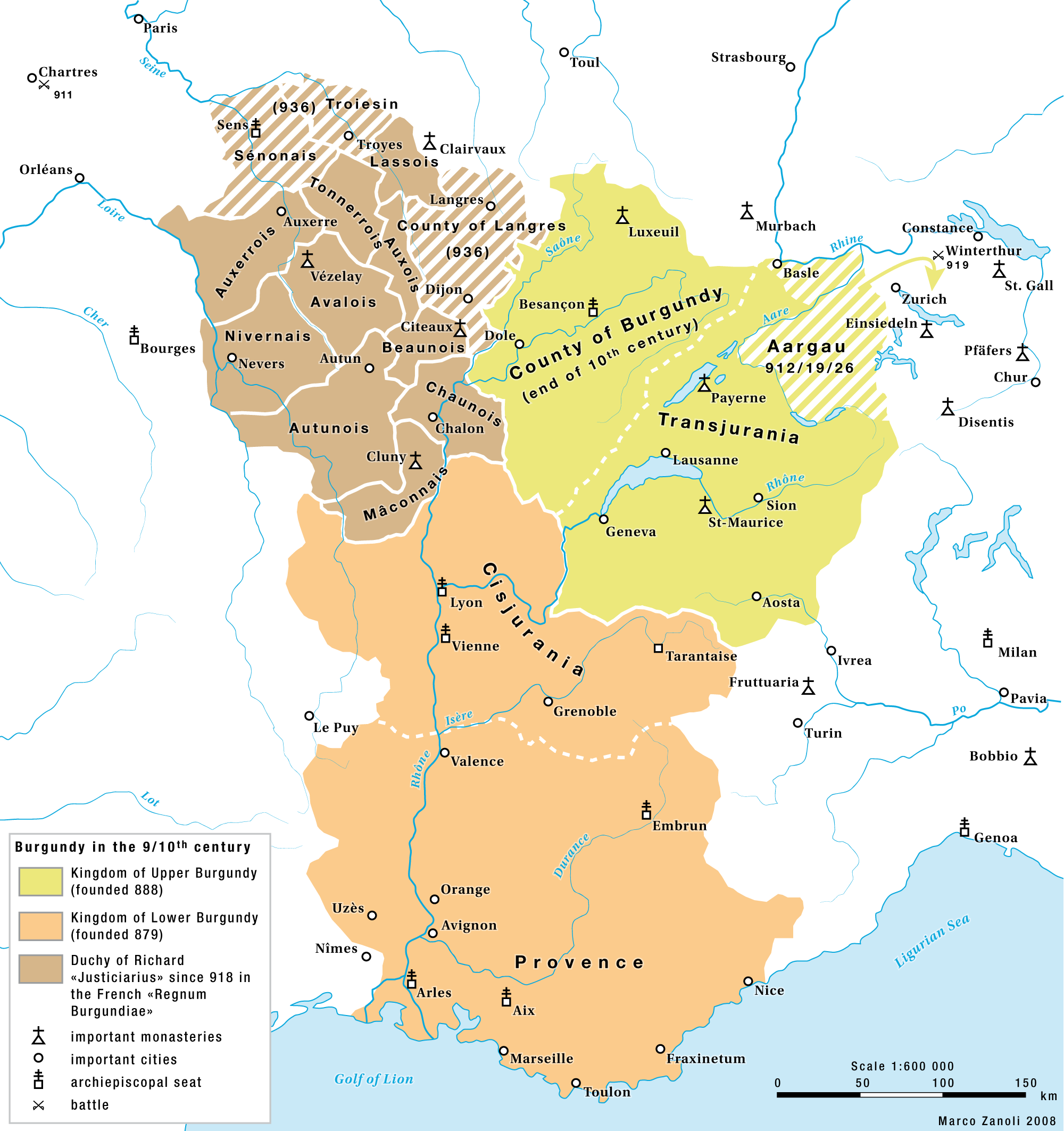
Felső és Alsó Burgund Királyság 879 és 933 között.

A Burgundiai Királyság a Frank Birodalom egyik utódállama volt, a 880-as ribemont-i szerződéssel jött létre mint önálló királyság. Hamarosan tovább osztódott Felső- és Alsó-Burgundiai királyságokra, de ezek 933-ban újra egyesültek Arles központtal, s ekkortól Areláti Királyság néven is ismerjük. Burgundia Franciaország egyik régiójának névadója.
A királyság alapítói a burgundok. A burgundok - mint törzs vagy nép - Skandinávia szárazföldi részéről származnak, innen telepedtek Bornholm szigetére, aminek a neve ősnorvég nyelven Burgundarholmr (a burgundok szigete) volt, majd onnan továbbköltöztek a kontinentális Európába.
Burgundia nevű politikai egység több különböző formában és helyen, különböző határokkal létezett. Ezek közül kettő volt királyság, az első a VI. században, a második pedig a XI. században.
Harmadik alkalommal Merész Károly burgundi herceg tett kísérletet önálló burgund királyság létrehozására, de korai halála miatt ez nem sikerült, és ezután a hercegség is megszűnt, felosztották. Szinte az összes létező politikai formájában elég befolyásos és nagyon gazdag volt, de az utolsó, tervbe vett formája a Burgundi-házat, illetve Burgundiát az egyik legnagyobb hatású és legerősebb európai állammá tette volna. Ez a terület az akkori uralkodók között nagyon becses szerzeménynek számított, ezért a hercegségi vagyonért és földekért sok érdekházasság köttetett és öröklési háborúk sora folyt, hiszen az utolsó időben a hercegség magában foglalt holland területeket is (beleértve a későbbi modern Belgiumot is), továbbá nagy kiterjedésű földeket Lotaringiában, a Rhône folyó egész völgyét, a Rajna svájci részétől elnyúlóan a Földközi-tenger partjáig. E területek együtt nagyjából egybeestek a verduni szerződésben I. Lothárnak jutott Középső Frank Királysággal.
Egykori területe ma Franciaország, Olaszország és Svájc között oszlik meg. A későbbi időszakban a Burgundi Hercegség férfi örökös nélkül maradt, egy részét elfoglalják a franciák, a többit a Habsburg területekhez csatolták, amikor I. Mária hercegnő házasságra lépett I. Miksa német-római császárral. Az ő házasságukból született Fülöp elvette Johannát, aki örököse lett Ferdinánd és Izabella Spanyolországának, így öröklölte végül fiuk, I. Károly spanyol király (V. Károly néven német-római császár), és része lett a spanyol világbirodalomnak, melyet Károly fia, II. Fülöp kapott meg a Burgundia hercege címmel együtt.

## Fordítás
Ez a szócikk részben vagy egészben  a   Kingdom of Burgundy című angol Wikipédia-szócikk fordításán alapul.  Az eredeti cikk szerkesztőit annak laptörténete sorolja fel. Ez a jelzés csupán a megfogalmazás eredetét és a szerzői jogokat jelzi, nem szolgál a cikkben szereplő információk forrásmegjelöléseként.